# C/1919 Q2 Metcalf
C/1919 Q2 (Metcalf) è una cometa non periodica scoperta il 22 agosto 1919 da Joel Hastings Metcalf dalla località di Camp Idlewild (South Hero, Vermont), e scoperta indipendentemente da Alphonse Louis Nicolas Borrelly il giorno dopo da Marsiglia: per un certo periodo la cometa fu chiama 1919 c Metcalf-Borrelly. Al momento della sua scoperta la cometa aveva una magnitudine totale di 9,5a, il 22 novembre 1919 arrivò alla 7a.
La cometa ha una MOID (al 2011) di 0,102 U.A.: tale fatto ha portato parecchi astronomi ad ipotizzare che questa cometa sia il corpo progenitore di uno sciame meteorico, le Omicron Draconidi.